# Гоно Мегин
Гоно Мегин (на мъгленорумънски: Gona Meghea, на румънски: Gona Meghea, Гоно Мегя) е мъгленорумънски просветен деец, активист на румънската пропаганда сред мъгленорумъните и деец на Вътрешната македоно-одринска революционна организация.

## Биография
Роден е в голямото македонско влашко (мъгленорумънско) село Люмница, тогава в Османската империя, днес в Гърция. Заминава за Битоля, където една година учи румънски език в Битолския румънски лицей. След това в 1898 година се връща в Люмница и поема и стабилизира румънското училище там, основано от прилепчанина Михаил Ника, наследен от Чанта и Суфлери. Мегин мести училището в къщата си и първоначално преподава заедно с Николае Марку, а след като Марку заминава да преподава в Църна река, учителства четири години сам. Броят на румънците в селото е 10 – 15 семейства.
Когато в Мъглен се появяват структури на ВМОРО, Гоно Мегин се присъединява към организацията. Гъркоманите наклеветяват Мегин за революционна дейност пред властите и в 1902 година той заедно с още 40 румънци от Люмница е арестуван и затворен в Еди куле в Солун. По-голямата част са оправдани, но Мегин и Танче Кръсте са осъдени по на 10 години затвор, а Г. Дума и Стоя Роата по на 3 години.
В 1904 година Мегин е амнистиран. През ноември 1904 година обаче българска чета се сблъсква с османски войски между Ошин и Люмница, няколко войници са убити, а други пленени и пуснати. Това дава възможност на гърците да наклеветят румънските лидери в двете села и да ги обвинят в революционна дейност. Арестувани са двамата учители заедно с Гоно Мегин, който пак е осъден на 10 години затвор и заточен в Бодрум кале. Амнистиран е след Младотурската революция в 1908 година.